# James Schamus
James Allan Schamus (Detroit, 7 settembre 1959) è uno sceneggiatore, produttore cinematografico e regista statunitense.
Assiduo collaboratore di Ang Lee, tra le sue sceneggiature figurano Tempesta di ghiaccio e La tigre e il dragone. È anche docente di pratica professionale presso una scuola della Columbia University of the Arts, dove insegna storia del cinema e teoria.
Schamus partecipa anche come membro della giuria per il NYICFF. Nel 2016 debutta alla regia con il film Indignazione, adattamento cinematografico dell'omonimo romanzo di Philip Roth.

## Filmografia

### Cinema
- Pushing Hands (1991)
- Il banchetto di nozze (1993)
- Mangiare bere uomo donna (1994)
- Ragione e sentimento (1995)
- Il senso dell'amore (1996)
- Parlando e sparlando (1996)
- Tempesta di ghiaccio (1997)
- Cavalcando col diavolo (1999)
- La tigre e il dragone (2000)
- Hulk (2003)
- I segreti di Brokeback Mountain (2005)
- Lussuria - Seduzione e tradimento (2007)
- Motel Woodstock (2009)
- Lettere da Berlino (2015)
- Indignazione (2016)
- Adam (2019)
- The Tomorrow Man (2019)
- The Assistant (2019)
- The King's Daughter (2022)

### Televisione
- Somos (2021)